# پل استنی
پل استنی (انگلیسی: Paul Stastny؛ زادهٔ ۲۷ دسامبر ۱۹۸۵) بازیکن هاکی روی یخ اهل ایالات متحده آمریکا است.